# Senna macranthera
Senna macranthera är en ärtväxtart som först beskrevs av Louis-Théodore-Frédéric Colladon, och fick sitt nu gällande namn av Howard Samuel Irwin och Rupert Charles Barneby. Senna macranthera ingår i släktet sennor, och familjen ärtväxter.

## Underarter
Arten delas in i följande underarter:
- S. m. andina
- S. m. lindeni
- S. m. macranthera
- S. m. micans
- S. m. nervosa
- S. m. pudibunda
- S. m. quadrifoliolata
- S. m. striata

## Bildgalleri

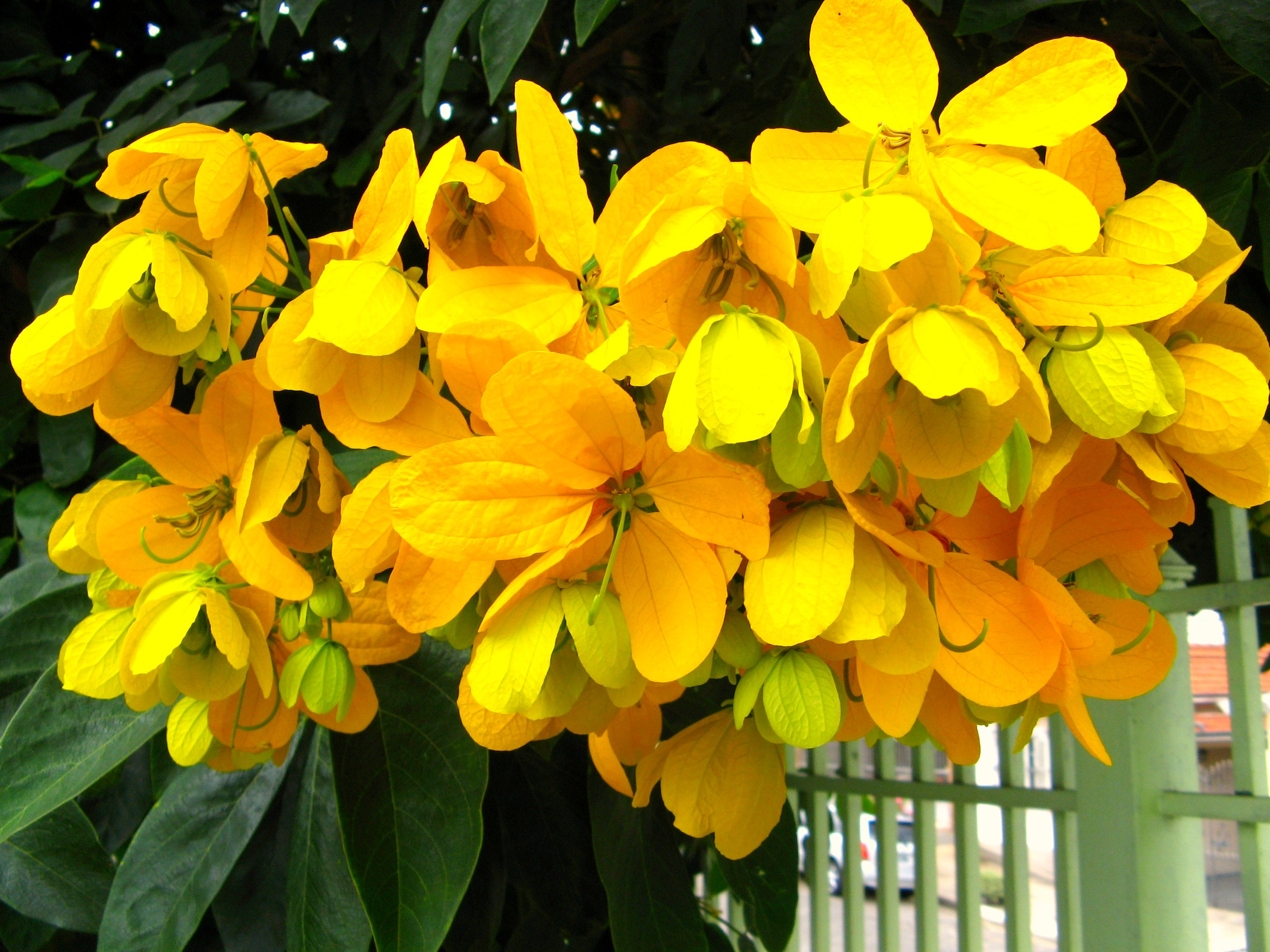
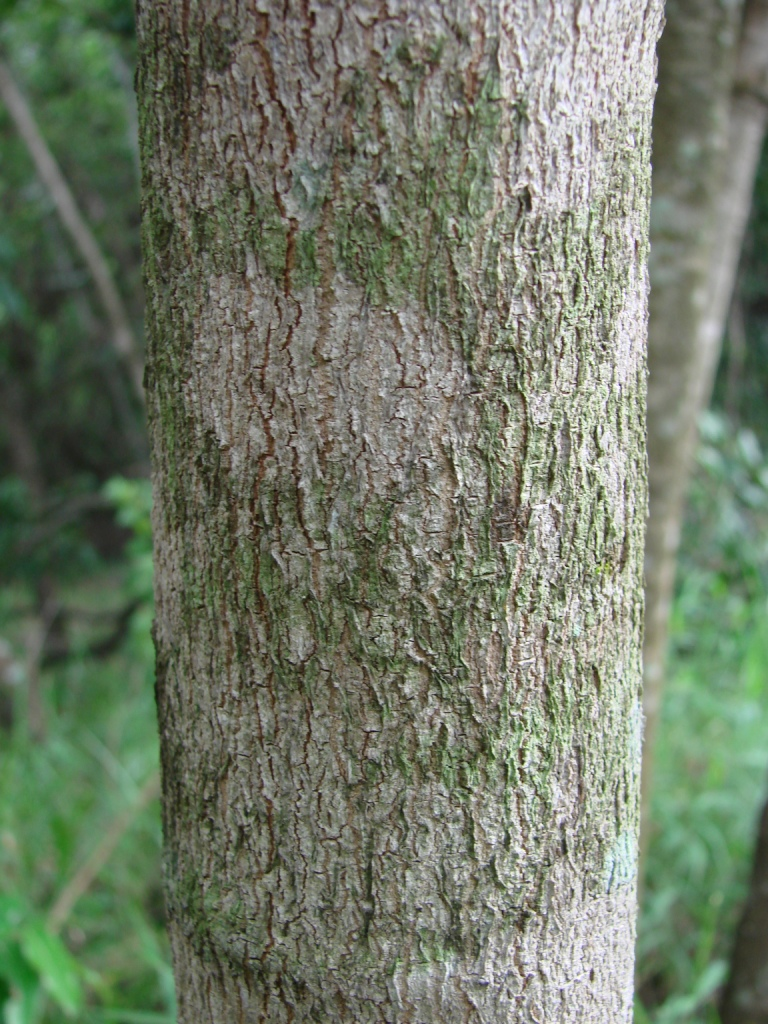
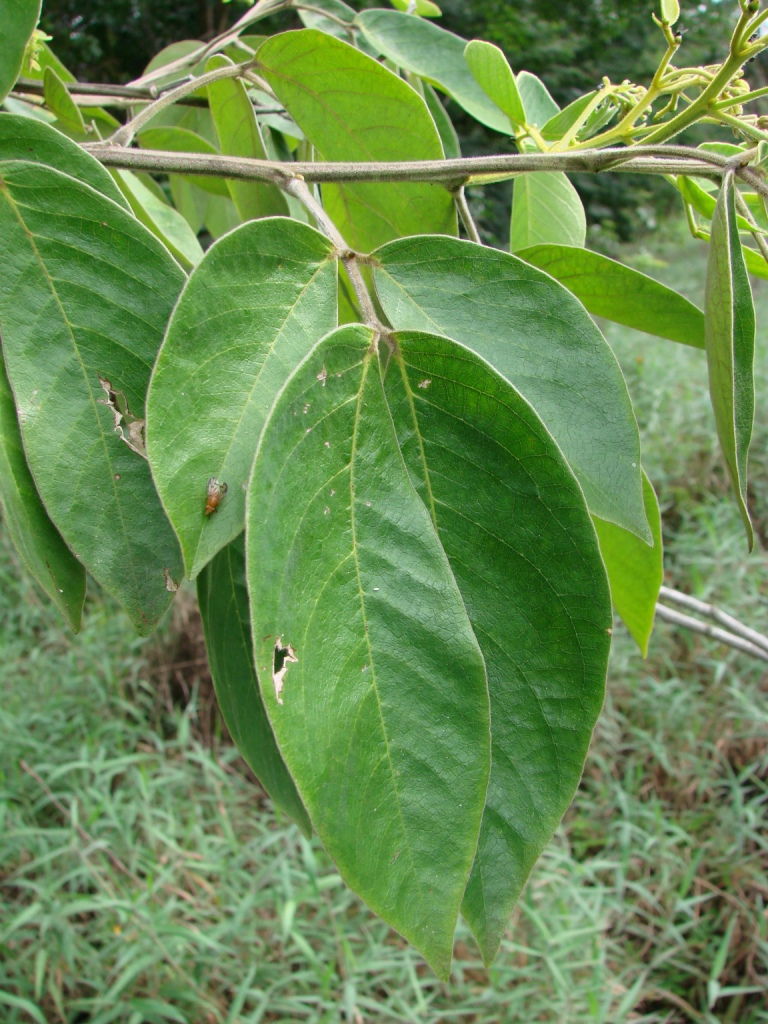
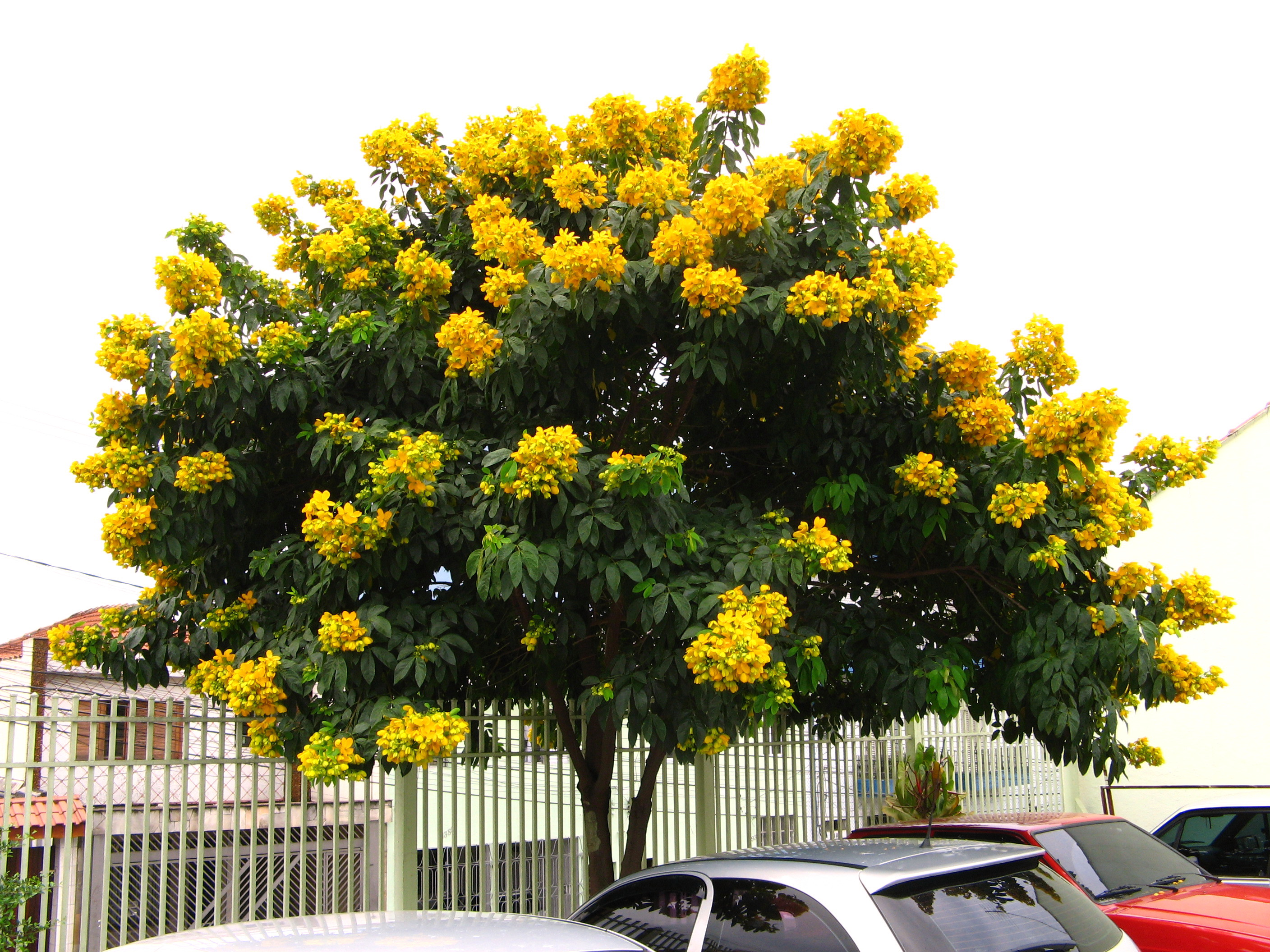
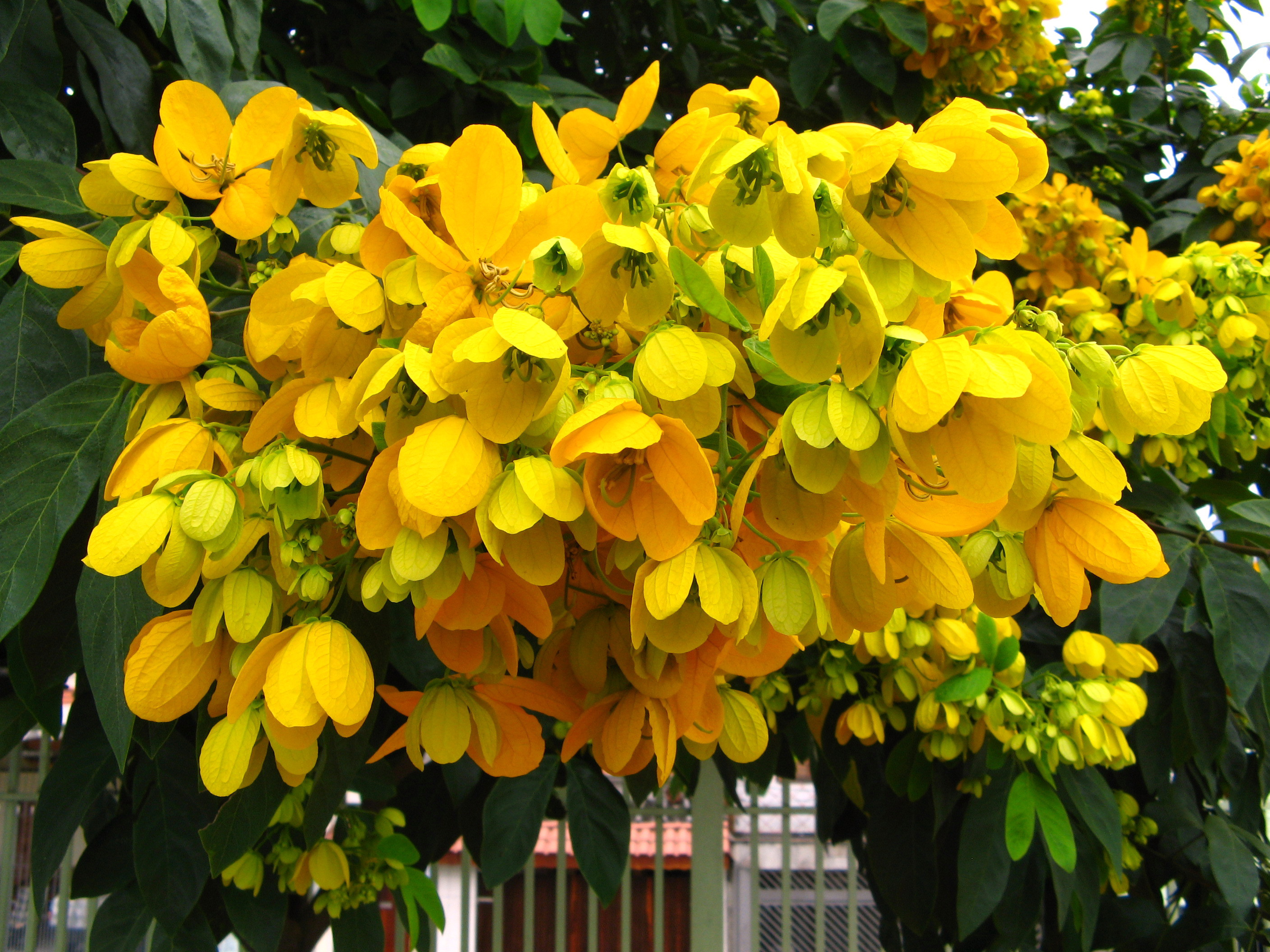